# Zabok
Zabok este un oraș în cantonul Krapina-Zagorje, Croația, având o populație de 8.994 de locuitori (2011).

## Demografie
Componența etnică a orașului Zabok
     Croați (98,29%)
     Necunoscut (0,19%)
     Neclasificat (1,26%)
Componența confesională a orașului Zabok
     Catolici (93,91%)
     Fără religie și atei (2,9%)
     Necunoscută (1,76%)
     Alte religii (1,43%)
Conform recensământului din 2011, orașul Zabok avea 8.994 de locuitori. Din punct de vedere etnic, majoritatea locuitorilor (98,29%) erau croați. Apartenența etnică nu este cunoscută în cazul a 0,19% din locuitori. Din punct de vedere confesional, majoritatea locuitorilor (93,91%) erau catolici, cu o minoritate de persoane fără religie și atei (2,9%). Pentru 1,76% din locuitori nu este cunoscută apartenența confesională.